# Banlieue interdite
Pour plus de détails, voir Fiche technique et Distribution.
Banlieue interdite (Wrong Side of Town) est un film d'action américain, écrit et mis en scène par David DeFalco (d) et sorti en 2010.

## Synopsis
Ex-marine, Bobby Kalinowsky (Rob Van Dam) mène aujourd'hui une existence paisible avec sa femme Dawn (Lara Grice (en)) et sa fille Brianna. Un soir, il est invité avec son épouse dans un night-club, par son voisin Clay Freeman qui est un ami du propriétaire des lieux, et gangster notoire, Seth Bordas. Là, Dawn est sexuellement agressée par Ethan, le jeune frère de Seth. Bobby réagit immédiatement, mais tue accidentellement l'agresseur. Dès lors, sa tête est mise à prix par Seth. Pour se défendre contre les gangs lancés à ses trousses, Bobby se tourne vers son vieux copain, Big Ronnie.

## Distribution
- Rob Van Dam (VF : Gilles Morvan) : Bobby Kalinowski, ex-marine
- Lara Grice (en) (VF : Maïté Monceau) : Dawn Kalinowski, épouse de Bobby
- Brooke Frost (VF : Anne Tilloy) : Brianna Kalinowski, fille de Bobby et de Dawn
- Edrick Browne : Clay Freeman, nouveau voisin des Kalinowski
- Ava Santana : Elise Freeman, épouse de Clay
- Dave Bautista (VF : Philippe Dumond) : Big Ronnie « B.R. »
- Jerry Katz : Seth Bordas, gangster propriétaire du night-club
- Louis Herthum : Inspecteur Briggs, corrompu
- Omarion (VF : Guillaume Orsat) : Stach
- Stormy Daniels : Stormy
- Randal Reeder (it) : Trouble
- Ja Rule : Razor
- Nelson Frazier, Jr. : Animal
- Damon Lipari (VF : Jean Rieffel) : Nicky
- Scott L. Schwartz : Deacon

- Version Française :
  - Société de doublage : Mediadub International
  - Directeur artistique : Stéphane Marais

 Source et légende : version française (VF) sur RS Doublage

## Musique
Sauf indication contraire, les informations mentionnées dans cette section peuvent être confirmées par le générique de fin de l'œuvre audiovisuelle présentée ici, ainsi que par la base de données cinématographiques IMDb,  présente dans la section « Liens externes ».
- The Wrong Side of Town (Main Titles) par Taxi Doll (en).
- Brotherhood of the Drum par KJ Sawka (en).
- Dance Like You Fuck par Science vs. Nature.
- « For behold, darkness shall cover the Earth » de la scène 3 de la Ire partie du Messiah de Georg Friedrich Haendel.
- Acquisition par Mark Petrie (en).
- Texas and Back par 4MAG NITROUS.
- Hounds of Hell par Andrew Landry.
- Johnny Christ par Clint Maegden.
- River and 6th par 4MAG NITROUS.
- The Wrong Side of Town (End Titles) par Big Dog featuring XO.
- Gun Toter par Quickie Mart.
- Dang Diggy Dang par The Beatard.
- Prologue-Quanta's Theme par Club of the Suns.
- One You Need par Gotham Green and Quickie Mart.
- This Bad Blood Between Us par IWILLATTACK.
- What It's 'Bout par Truth Universal.
- Coongrass par 4MAG NITROUS.
- The Flame par 7 Days Away.
- The Calling par 7 Days Away.